# Angers
Angers (franskt uttal: [ɑ̃ʒe]

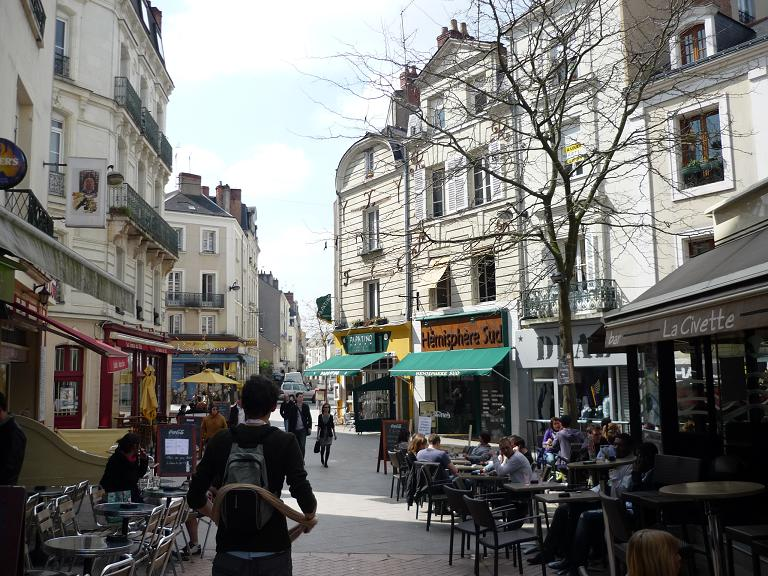
Gata i Angers.

 ( lyssna)) är en stad och kommun i departementet Maine-et-Loire i regionen Pays de la Loire i Frankrike. Staden ligger cirka 30 mil sydväst om Paris och är departementets huvudort. Den ligger på ömse sidor om floden Maine, bara åtta kilometer före utflödet i Loire, och har fyra broar som går över den. Folkmängden i kommunen uppgick till 157 555 invånare i början av 2022, på en yta av 42,71 km². Det närmaste storstadsområdet (unité urbaine) hade 226 809 invånare 2007, på en yta av 226,9 km², medan det fulla storstadsområdet (aire urbaine) hade 345 788 invånare samma datum på en yta av 1 502,1 km².
Angers är en universitetsstad, med breda boulevarder, parker och smala gamla gator som minner om stadens långa historia. Hela trakten längs floden är känd för sina prunkande handelsträdgårdar och gårdsbutiker, sin frukt och sina snittblommor. I Angersområdet odlas de så kallade Anjouvinerna.
Drycken Cointreau skapades i Angers av bröderna Adolphe och Edouard-Jean Cointreau. Destilleriet för drycken är idag delvis ett museum öppet för allmänheten.

## Historia
Staden har gamla anor från Romarrikets tid och utgjorde en gång maktcentrum för Foulques Nerras och andra beryktade hertigar av Anjou. Mot 1100-talet, under ätten Plantagenets styre, blev Angers regional huvudstad för ett rike som sträckte sig så långt bort som till Skottland.

## Sevärdheter

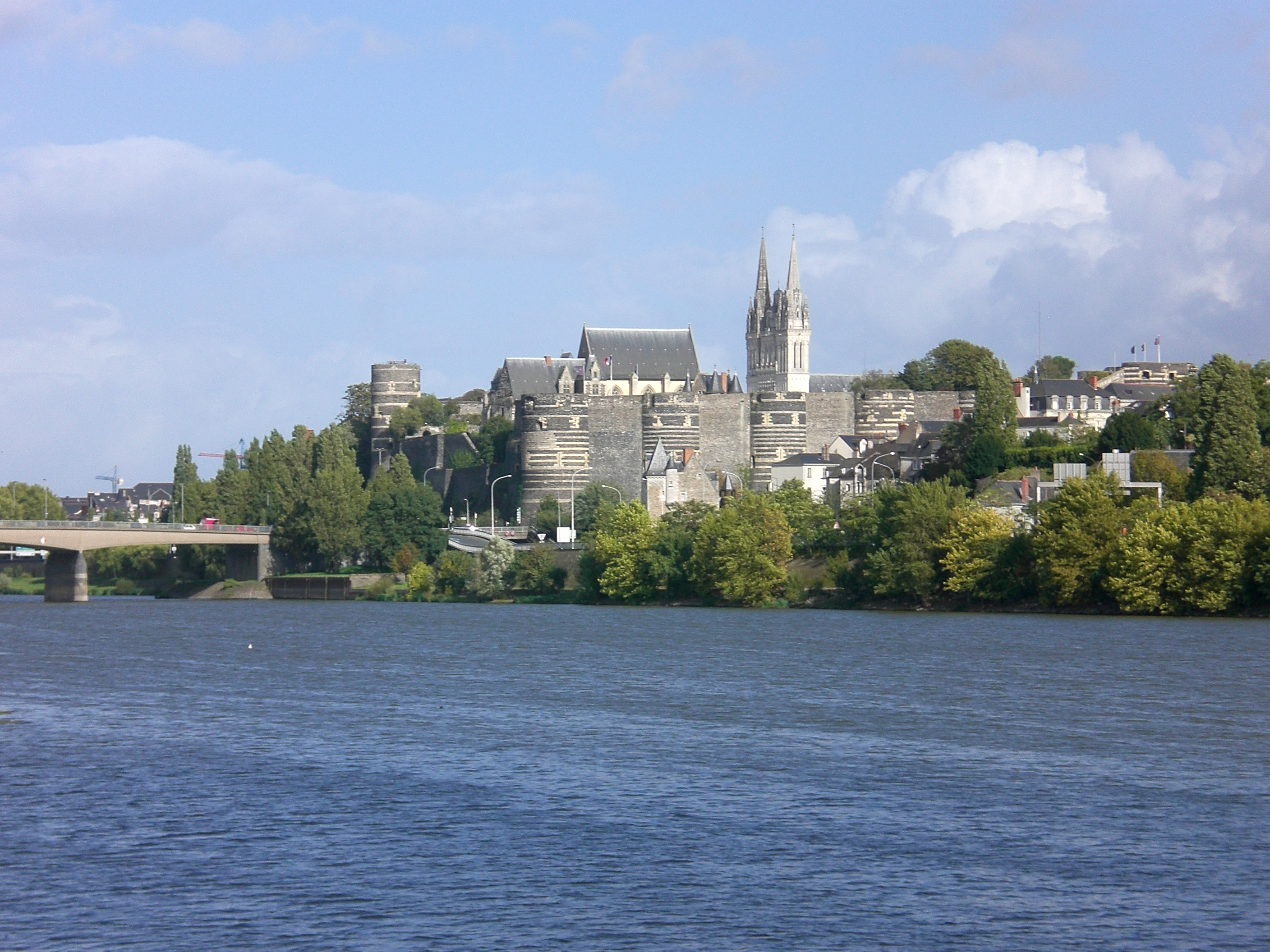
Chateau d'Angers.

Stadens stora sevärdhet är den mäktiga medeltida feodala borgen Chateau d'Angers med sina 17 torn som ligger i stadens centrum. Borgen byggdes mellan 1230 och 1240 på platsen för greve Foulques Nerras fäste. Arbetet inleddes på befallning av Blanche av Kastilien, Ludvig IX:s mor och regent under hans ungdom. De 17 tornen är 60 meter höga och borgen är omgiven av en vallgrav som är 11 meter djup och 30 meter bred. Här finns också den kända apokalypstapeten.
En annan sevärdhet är Angers stora katedral, Cathédrale St-Maurice, som är öppen för besök från allmänheten. Sjön Lac-du-Maine är ett ställe där man kan sola och bada under sommarsäsongen.

## Befolkningsutveckling
| Befolkningsutvecklingen i Angers 1968–2021 | Befolkningsutvecklingen i Angers 1968–2021 | Befolkningsutvecklingen i Angers 1968–2021 | Befolkningsutvecklingen i Angers 1968–2021 | Befolkningsutvecklingen i Angers 1968–2021 |
| ------------------------------------------ | ------------------------------------------ | ------------------------------------------ | ------------------------------------------ | ------------------------------------------ |
|                                            |                                            |                                            |                                            |                                            |
| År                                         |                                            |                                            | Folkmängd                                  |                                            |
| 1968                                       | 1968                                       |                                            | 128 533                                    |                                            |
| 1975                                       | 1975                                       |                                            | 137 587                                    |                                            |
| 1982                                       | 1982                                       |                                            | 136 038                                    |                                            |
| 1990                                       | 1990                                       |                                            | 141 404                                    |                                            |
| 1999                                       | 1999                                       |                                            | 151 279                                    |                                            |
| 2007                                       | 2007                                       |                                            | 151 108                                    |                                            |
| 2015                                       | 2015                                       |                                            | 151 520                                    |                                            |
| 2021                                       | 2021                                       |                                            | 157 175                                    |                                            |

## Utbildning
- École supérieure des sciences commerciales d'Angers

## Vänorter
- Haarlem, Nederländerna, sedan 1964
- Osnabrück, Tyskland, sedan 1964
- Bamako, Malis huvudstad, sedan 1974
- Pisa, Italien, sedan 1982
- Wigan, Storbritannien, sedan 1988
- Södertälje, Sverige, sedan 1998
- Sevilla, Spanien, sedan 2000
- Yantai, Kina, sedan 2006

## Bildgalleri

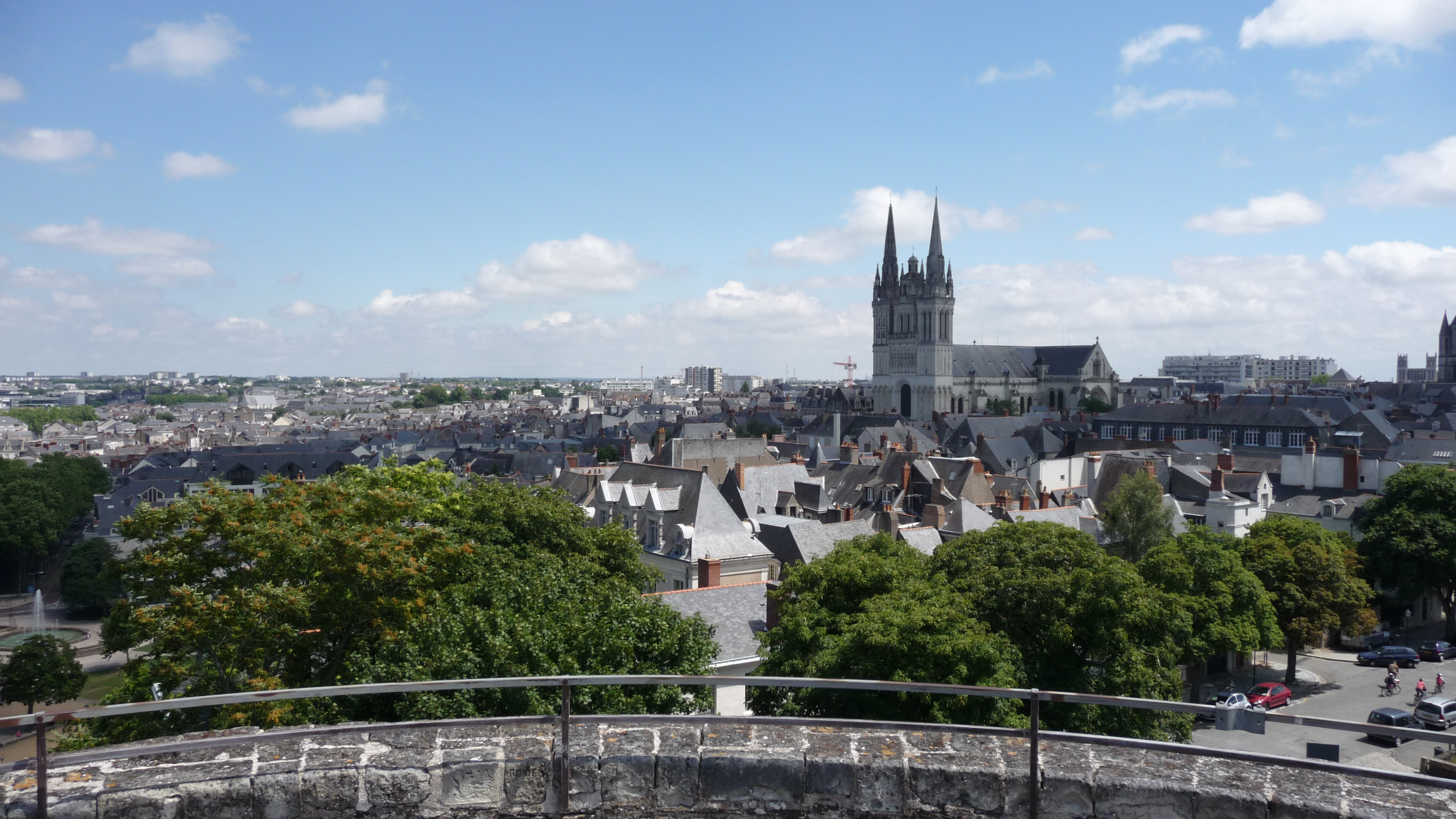
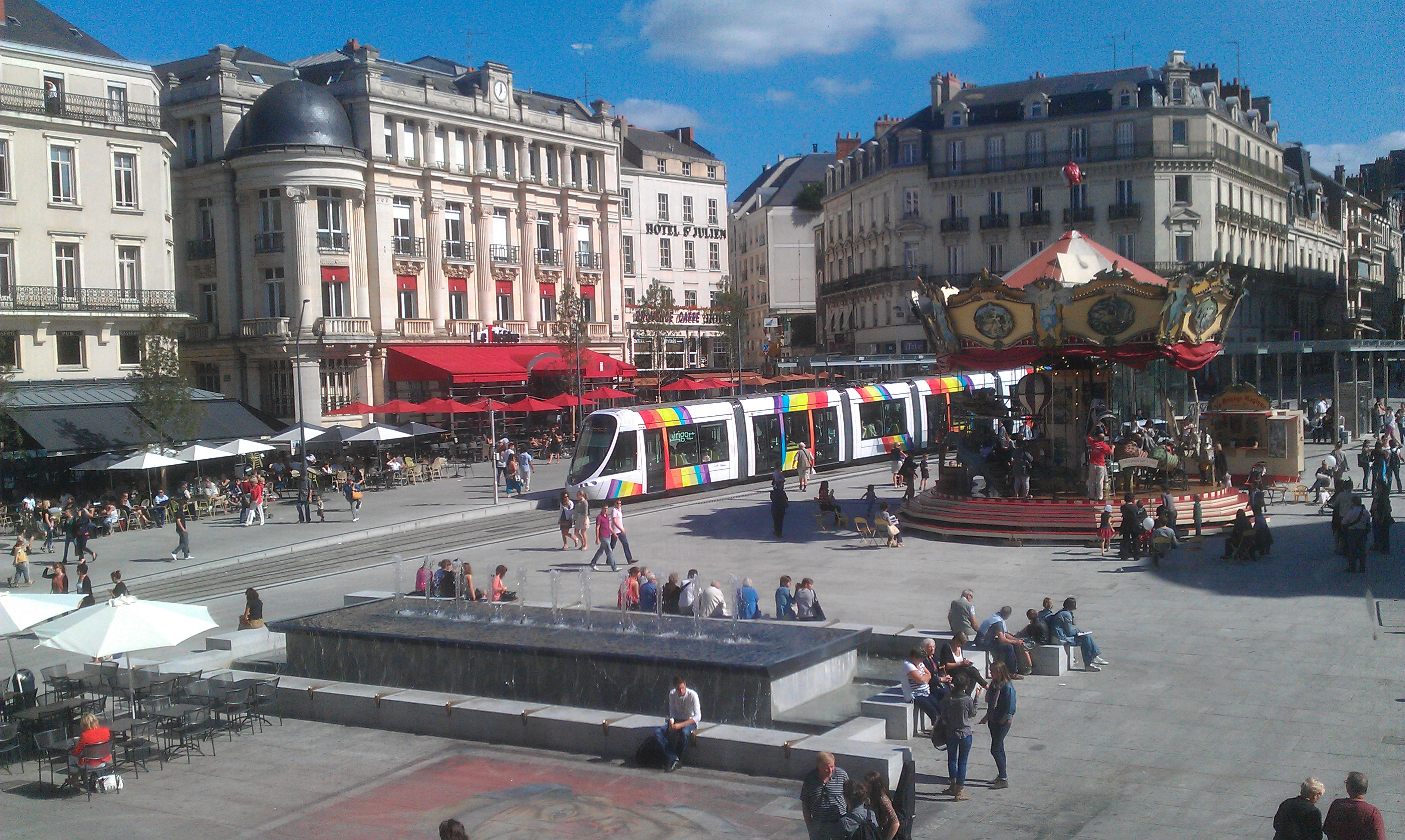
Ralliement
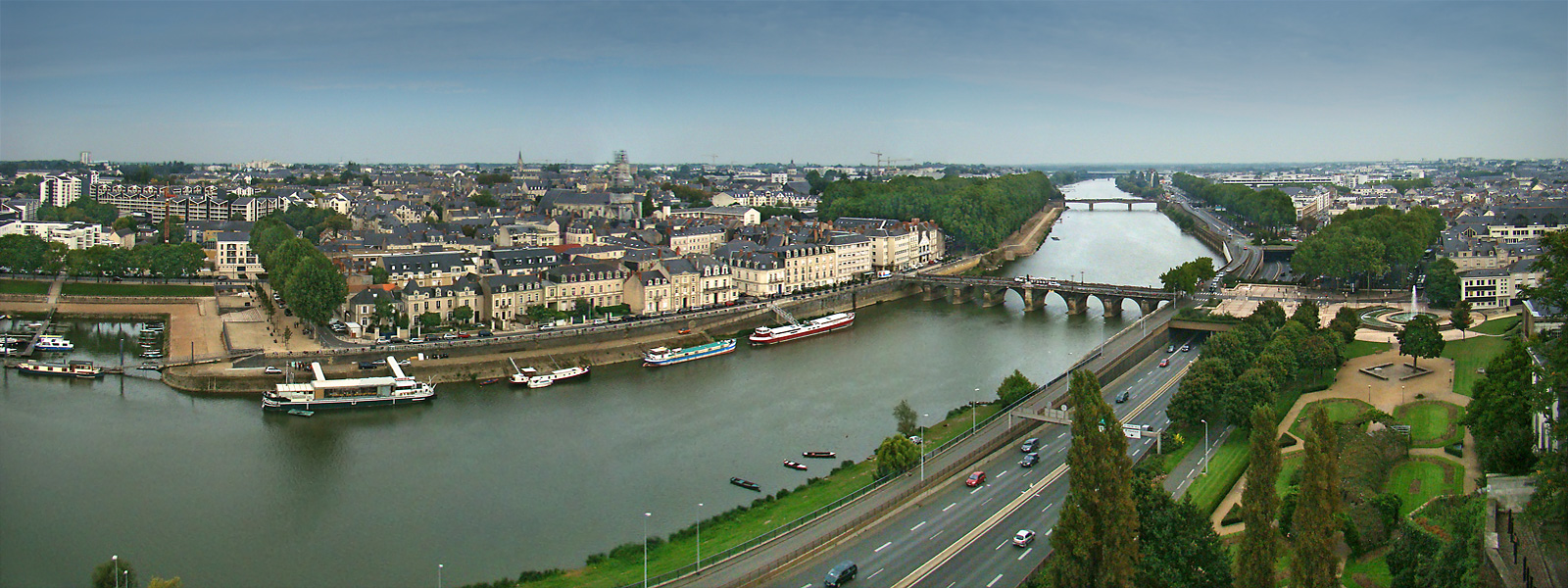
La Maine
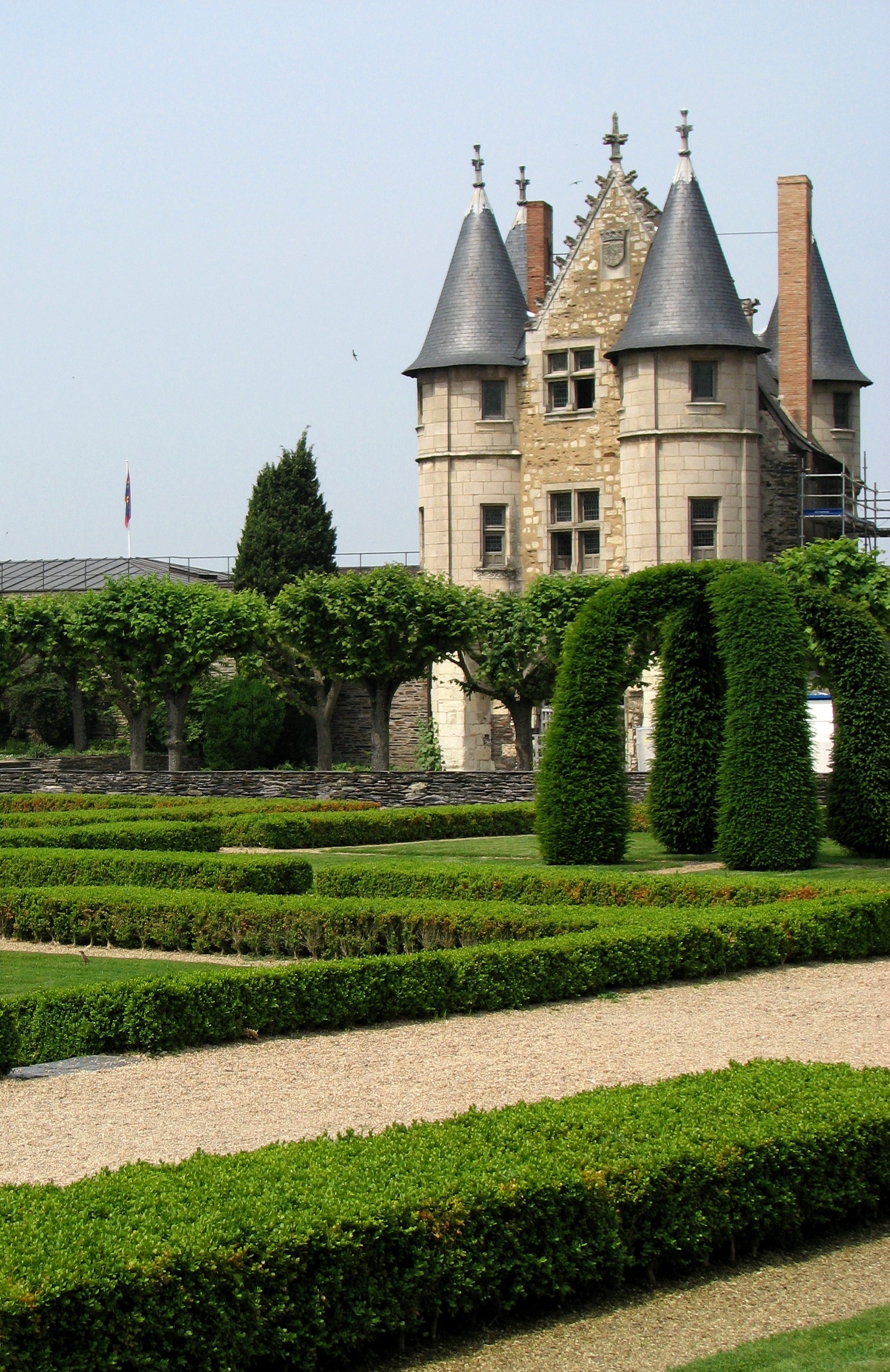
Châtelet
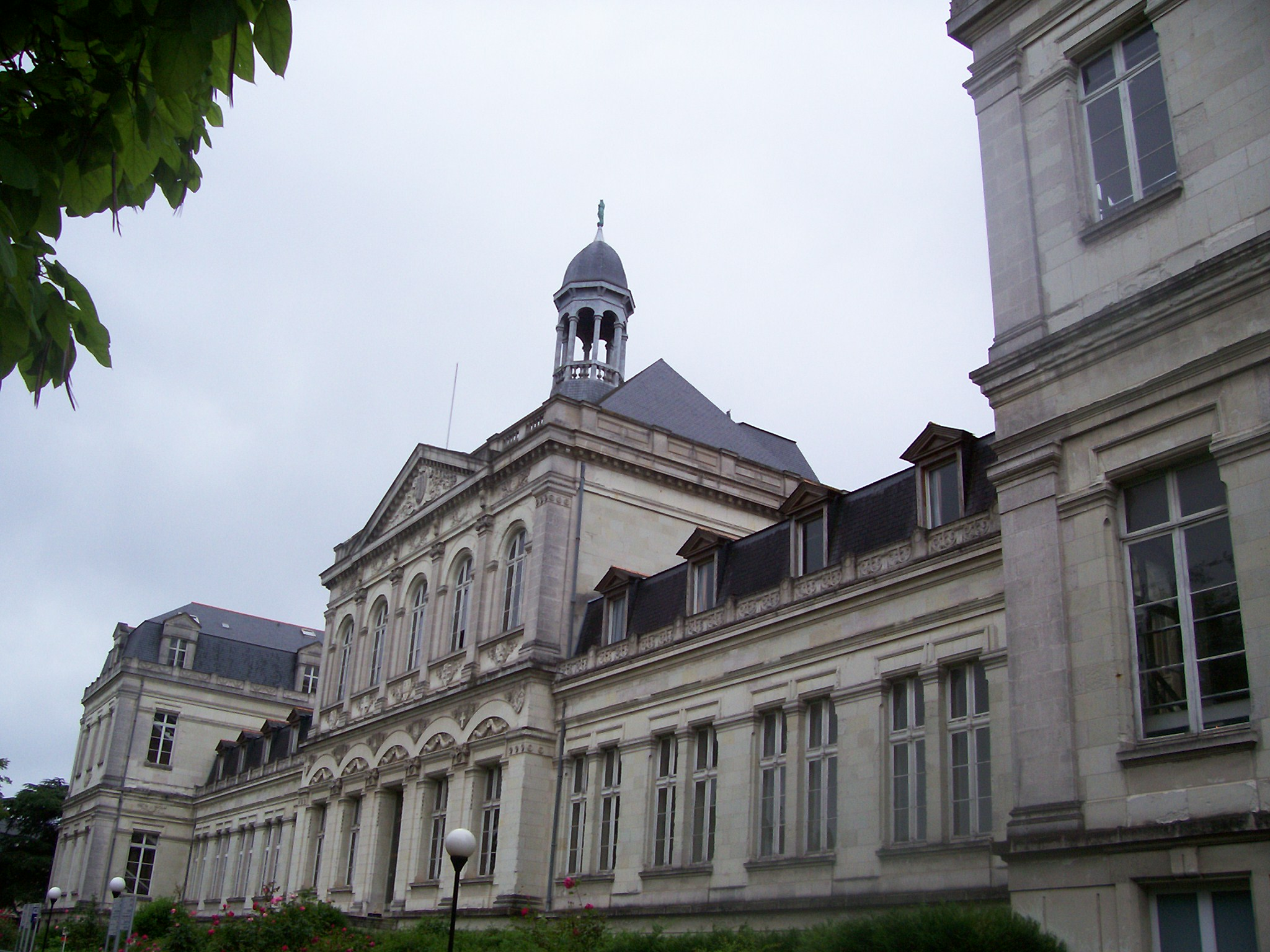
Angers university
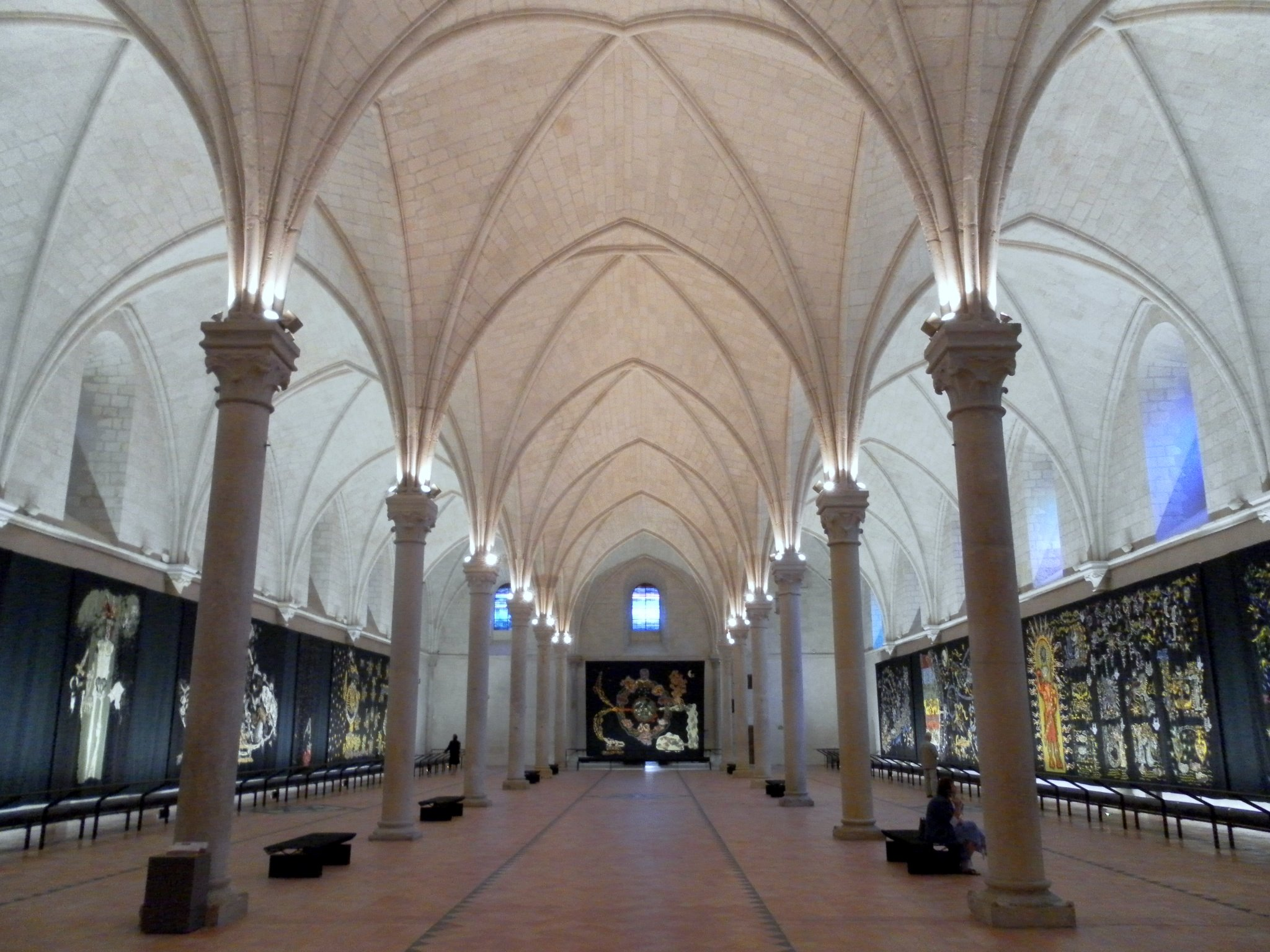
Chant du monde
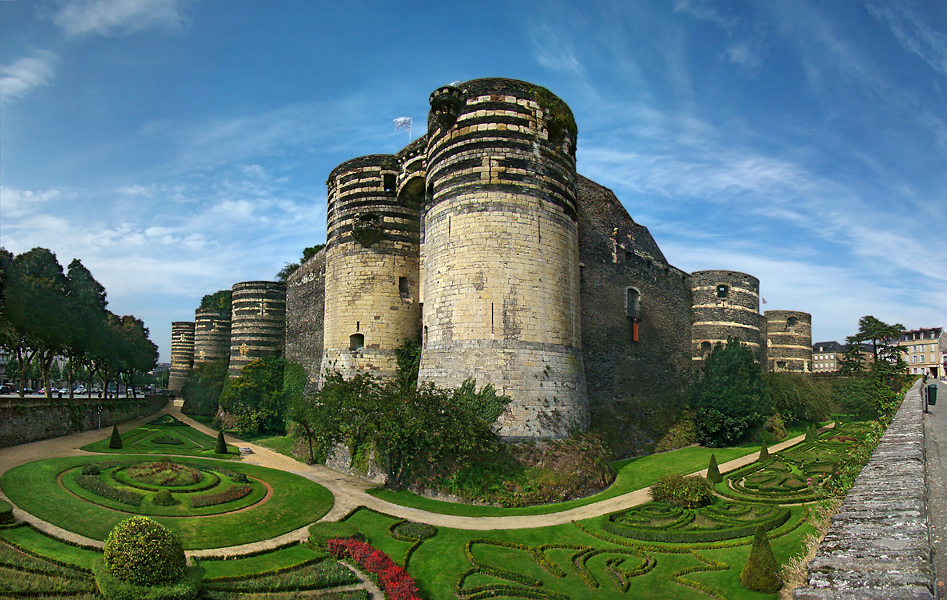